# Lepadella neboissi
Lepadella neboissi is een raderdiertjessoort uit de familie Lepadellidae. De wetenschappelijke naam van deze soort is voor het eerst geldig gepubliceerd in 1961 door Bērzinś.